# Клермон-Тоннер, Шарль-Гаспар де
Маркиз Шарль-Гаспар де Клермон-Тоннер (фр. Charles-Gaspard de Clermont-Tonnerre; 28 июля 1747 — 18 февраля 1794, Лион), граф д'Эпинак — французский военный деятель.

## Биография
Сын и наследник герцога Жюля-Шарля-Анри де Клермон-Тоннера и Мари-Анн-Жюли Ле-Тоннелье де Бретёй.
Капитан Королевского кавалерийского полка (13.04.1780), бригадир кавалерии, затем последовательно рыцарь ордена Святого Людовика, лагерный маршал, губернатор города и цитадели Бельфора.
Как наследник должности генерального наместника Дофине, принадлежавшей его отцу, находился в Гренобле во время восстания 7 июля 1788. Толпа разгромила его дом, а самого маркиза спас сержант Жан-Батист Бернадот, будущий маршал Империи и король Швеции.
В 1790 году эмигрировал и стал королевским генералом на иностранной службе. Вернулся во Францию в 1792 году, содействовал обороне Лиона и командовал в лагере Сен-Жорж под началом графа де Преси. После взятия города республиканскими войсками был 18 ноября 1793 приговорен военной комиссией к смертной казни и 18 февраля 1794 расстрелян.

## Семья
Жена (28.06.1767): Луиза-Аделаида-Виктуар де Дюрфор де Сиврак (р. 29.05.1757), дочь Франсуа-Эмери де Дюрфора, маркиза де Сиврака, подполковника Королевского Корабельного полка, и Мари-Франсуазы де Пардайян д'Антен
Дети:
- сын (ум. ребенком)
- герцог Жюль-Гаспар-Энар (9.08.1769—14.04.1837). Жена 1) (1804): Мари-Шарлотта-Модеста де Брюк (ум. 1810); 2) (1815): Жанна-Виктуар де Селлон